# Opisanie czterech części roku
Opisanie czterech części roku – poemat opisowy Elżbiety Drużbackiej opublikowany w 1752 w Zbiorze rytmów duchownych, panegirycznych, moralnych i światowych.
Utwór składa się z czterech części, opisujących wiosnę, lato, jesień i zimę, poprzedzonych wstępem skierowanym do Boga jako stwórcy natury. Opisy pór roku odwołują się do mitologii greckiej i rzymskiej. Poemat mieści się na pograniczu baroku (antropomorfizacja przyrody) i klasycyzmu (przekonanie o racjonalnym porządku świata).
Poemat został napisany sekstyną, czyli strofą sześciowersową rymowaną ababcc, ulubioną formą poetki. Wersy są jedenastozgłoskowe.

Bogdajżeś przepadł w piekło z ateistą,
Ty, który mówisz, że Bóg nie jest Panem,
Ni Stwórcą rzeczy! A któż oczywistą
Machinę świata oblał oceanem,
Kto słońce, miesiąc, planety w swym biegu
Komenderował, kto gwiazdy w szeregu?